# Джанакпур (аеропорт)
Аеропорт Джанакпур (неп. जनकपुर बिमानस्थल), (IATA: JKR, ICAO: VNJP) — непальський аеропорт, що обслуговує комерційні авіаперевезення міста Джанакпур (район Дхануса, Джанакпур).

## Загальні відомості
Аеропорт розташований на висоті 78 метрів над рівнем моря і експлуатує одну злітно-посадкову смугу 09/27 розмірами 1006х30 метрів з асфальтовим покриттям.

## Авіакомпанії і пункти призначення
| Авіакомпанія    | Пункт призначення |
| --------------- | ----------------- |
| Buddha Air      | Катманду          |
| Gorkha Airlines | Катманду          |
| Guna Airlines   | Катманду          |
| Sita Air        | Катманду          |
| Yeti Airlines   | Катманду          |